# Ampyx
Ampyx è un genere di artropodi estinti, appartenenti ai trilobiti. Visse nell'Ordoviciano (circa 490 - 460 milioni di anni fa) e i suoi resti fossili sono stati ritrovati in Europa, in Nordamerica e in Asia orientale. 

## Descrizione
Questo piccolo trilobite non superava generalmente la lunghezza di 3,5 centimetri. Ampyx presentava una glabella dotata di un prolungamento oltre il cephalon, a formare una sorta di rostro a forma di spina mediana. Gli occhi erano assenti e le punte genali erano abbastanza corte (in altri generi affini esse erano molto allungate). La sutura facciale di Ampyx era opistoparia. Il thorax era piccolo, dotato di 5 o 6 segmenti, mentre il pigidio era ancora più corto, trasverso e non segmentato. 

## Classificazione
Ampyx appartiene ai rafioforidi, una famiglia di trilobiti di piccole dimensioni tipica dell'Ordoviciano. Durante questo periodo, Ampyx raggiunse una notevole distribuzione: i suoi fossili si rinvengono in tre continenti (Europa, Nordamerica, Asia). Tra le numerose specie di Ampyx, si ricordano Ampyx compactus, Ampyx nasutus, Ampyx delicatulus, Ampyx laeviusculus, Ampyx lobatus, Ampyx porcus, Ampyx spongiosus, Ampyx toxotis, Ampyx virginiensis, Ampyx walcotti.

## Paleobiologia
Di questo trilobite sono note anche le uova fossili, che sono lunghe circa 2 millimetri e possiedono una struttura calcitica ricoperta da un sottile strato di carbone. Lo stadio di sviluppo relativo al protaspis, invece, è ancora sconosciuto. L'assenza di occhi in Ampyx indica che questo animale viveva sul fondale: la cecità è infatti una caratteristica tipica di numerosi organismi bentonici e fossori.